# Homonhon
Homonhon è un'isola facente parte delle Filippine, appartenente alla Provincia di Eastern Samar, situata nella parte orientale del Golfo di Leyte. L'isola, lunga una ventina di Km., appartiene alla municipalità di Guiuan.

## Storia
Durante la prima circumnavigazione della Terra, le tre navi superstiti della flotta di Ferdinando Magellano, superarono le Isole Marianne, senza attraccarvi, anche se erano a corto di cibo dopo aver attraversato l'Oceano Pacifico. Finalmente presero terra sull'isola di Homonhon 16 marzo 1521, dove l'equipaggio riuscì a rifornirsi di cibo ed acqua  nonostante Homonhon fosse allora disabitata. Dopo qualche tempo essi furono intercettati dalle navi del Rajah Culambu di Limasawa, che li condussero all'isola di Cebu (il cui Datu era alleato con Calmbu), dove arrivarono il 7 Aprile,